# مفهوم الحركة
يعرف مفهوم الحركة بأنه نظام حديث للتعليم والتعلم له جذور تقليدية والذي يضفي حركة داخلية وخارجية بالمعنى الأوسع لها.

## الخلفية
وضع مفهوم الحركة إنجو طالب راشد ويستمد المفهوم مبادئه الأساسية من أساليب الرقص والمسرح من الشرق والغرب (مثل البوتو والدراما الموسيقية نوه وطريقة ستانيسلافسكي) والفنون القتالية للدفاع عن النفس (مثل النينبو والكابويرا) والتقاليد
القديمة لـالصوفية، وهي المبادئ الروحية التي تحولت لأعمال جسدية حديثة.
والهدف من وراء مفهوم الحركة هو الاستفادة الكاملة من القدرات الكامنة بالشخص مع الاستخدام الشامل
لمختلف القدرات الجسدية في الحركات والتعبيرات وإتاحة هذه القدرات واستخدامها في العمل المسرحي وفي نفس الوقت زيادة وعينا بها.
والجزء الأساسي من هذا النظام هو «المسرحية» حيث يقوم شخصان بتطبيق هذه الأساليب والقدرات المكتسبة من خلال الارتجال الحر المحمي داخل دائرة من المشاركين.

## مناهج تدريبية مستمرة لمدة ثلاث سنوات
المقصود من مفهوم الحركة أن يكون نظام تدريبي تربويًا عمليًا يجمع بين العمل الجسمي وأداء الفنون المسرحية والروحانية. وهي تستهدف جميع من يودون التعامل بعمق مع هذه الموضوعات - بغض النظر عن أعمارهم أو خبراتهم أو ما لديهم من
معرفة سابقة. كما أنها تناسب مستويات التدريب المتقدم لمن يقومون يعملون بمجالات الرقص والإخراج وتصميم الرقصات.
كما أن منهج مفهوم الحركة يمتد لثلاثة أعوام (تقريبًا 30 يوم تدريب في العام).
وقبل البدء بالتدريب من الضروري إجراء محادثة شخصية مع مدير التعليم.
وينتهي التدريب بفرض واجب مكتوب على الدارس وشرح لدرس.
وبعد إكمال المنهج الدراسي بنجاح يحصل المشاركون على دبلومة تشهد على أنهم مؤهلون
لتدريس منهج مفهوم الحركة تحت إشراف الحداوي.

## بعض الموضوعات
- سحر الجسد
- الرقص والارتجال وتصميم الرقصات
- مثلث النوايا
- المحارب الراقص
- التشريح الحي والصحة والوقاية من الإصابات
- مقدمة عملية لتاريخ الرقص
- الروحانية في الرقص
- رهبة المسرح والجمهور
- فن الطيران والسقوط
- ما وراء الأقنعة - الممثل المتعدد

## وصلات خارجية
Homepage of El Haddawi, school for Movement Concept (German): http://www.elhaddawi.de/

Contents of the Three-Year-Ongoing-Training (German): http://www.elhaddawi.de/index.php?option=com_content&view=article&id=48&Itemid=59

Movement Concept Performance (German): http://www.elhaddawi-dance-company.com/index.php?option=com_content&view=article&id=19&Itemid=53